# Clare Cunningham
Pour les articles homonymes, voir Cunningham.
Clare Cunningham née Bishop le 15 juin 1977 à Hillingdon est une nageuse et triathlète handisport anglaise, championne d'Europe et championne du monde de Paratriathlon TR4 en 2009. Elle est également championne paralympique du 50 mètre nage libre  et plusieurs fois médaillé d'argent lors des Jeux paralympiques d'été de 1992 à Barcelone.

## Biographie

### Carrière sportive
Clare Cunningham participe à l'âge de 13 à des compétitions internationales de natation lors des Jeux mondiaux pour athlètes handicapés, en 1990 à Assen aux Pays-Bas. Elle participe aux Jeux paralympiques d'été de 1992 à Barcelone et remporte la médaille d'or des 50 mètres nage libre en établissant un record du monde de la catégorie.
Elle remporte également les médailles d'argent en 100 m nage libre, 100 mètres dos, 4 × 100 m de freestyle et 4 × 100 m en relais. Elle a participé aux Jeux paralympiques d'été de 1996 à Atlanta, mais ne monte sur aucun podium.  Elle cesse de pratiquer la natation de compétition après ces jeux.
En 2006, Clare Cunningham s'intéresse au triathlon. Dans un premier temps elle pratique en compétition amateur au sein d'épreuves non handicapées, elle découvre le paratriathlon en 2009. Classée comme paratriathlète TRI-4, elle remporte les championnats d'Europe et les championnats du monde de paratriathlon de sa catégorie, dès ses débuts sur le circuit international. Elle monte sur les podiums des championnats du monde de paratriathlon organisés par la Fédération internationale de triathlon en 2010, 2011 et 2012.
Fin 2012, elle est élue représentante au sein du premier comité officiel des paratriathlètes de la Fédération internationale de triathlon, en 2016 elle participe à la première épreuve de paratriathlon olympique, lors de Jeux paralympiques de Rio, elle prend la 7e place de l'épreuve dans la catégorie PT4.

## Palmarès triathlon
Le tableau présente les résultats les plus significatifs (podium) obtenus sur le circuit international de paratriathlon depuis 2009. 
| Année | Paratriathlon                              | Pays             | Position           | Temps           |
| ----- | ------------------------------------------ | ---------------- | ------------------ | --------------- |
| 2015  | ITU Series PT4 - Étape de Buffalo City     | Afrique du Sud   | Médaille d'or      | 1 h 17 min 38 s |
| 2015  | ITU Series PT4 - Étape de Detroit          | États-Unis       | Médaille d'or      | 1 h 6 min 7 s   |
| 2015  | Championnats d'Europe de paratriathlon PT4 | Suisse           | Médaille de bronze | 1 h 11 min 9 s  |
| 2014  | ITU Series PT4 - Étape de Besançon         | France           | Médaille d'or      | 1 h 5 min 40 s  |
| 2014  | ITU Series PT4 - Étape de Chicago          | États-Unis       | Médaille d'or      | 1 h 13 min 27 s |
| 2014  | Championnats du monde de paratriathlon PT4 | Canada           | Médaille de bronze | 1 h 15 min 27 s |
| 2013  | Championnats d'Europe de paratriathlon TR4 | Turquie          | Médaille d'argent  | 1 h 11 min 46 s |
| 2012  | Championnats du monde de paratriathlon TR4 | Nouvelle-Zélande | Médaille d'argent  | 1 h 4 min 55 s  |
| 2011  | Championnats du monde de paratriathlon TR4 | Chine            | Médaille d'argent  | 1 h 25 min 0 s  |
| 2009  | Championnats du monde de paratriathlon TR4 | Hongrie          | Médaille d'argent  | 1 h 15 min 50 s |
| 2009  | Championnats d'Europe de paratriathlon TR4 | Irlande          | Médaille d'argent  | 1 h 21 min 15 s |
| 2009  | Championnats du monde de paratriathlon TR4 | Australie        | Médaille d'or      | 2 h 45 min 58 s |
| 2009  | Championnats d'Europe de paratriathlon TR4 | Pays-Bas         | Médaille d'or      | 2 h 35 min 21 s |

## Palmarès natation
| #     | Paralympiade   |                    |                                                                                 |   | Total |
| ----- | -------------- | ------------------ | ------------------------------------------------------------------------------- | - | ----- |
| 1     | Barcelone 1992 | 50 m nage libre S9 | 100 m dos S9 100 m nage libre S9 4x100 m nage libre S7-10 4x100 m 4 nages S7-10 | 0 | 1 4   |
| Total | Total          | 1                  | 4                                                                               | 0 | 5     |